# Berezivka, Mankivka
Berezivka (în ucraineană Березівка) este o comună în raionul Mankivka, regiunea Cerkasî, Ucraina, formată numai din satul de reședință.

## Demografie
Componența lingvistică a comunei Berezivka
     Ucraineană (97,56%)
     Alte limbi (2,29%)
Conform recensământului din 2001, majoritatea populației comunei Berezivka era vorbitoare de ucraineană (97,56%), existând în minoritate și vorbitori de alte limbi.